# 张勇 (1959年)
张勇（1959年10月—），男，汉族，江西新余人，中华人民共和国政治人物。曾任江西省人民政府秘书长、办公厅主任，江西省政协副主席等职务。
2023年1月14日，卸任江西省政协副主席职务